# FC Torrevieja
FC Torrevieja is een Spaanse voetbalclub uit Torrevieja in de regio Valencia. De club werd in 1993 opgericht en speelt in de Tercera División (Grupo 6). Thuiswedstrijden worden gespeeld in het Estadio Vicente García, dat een capaciteit van 8.000 plaatsen heeft.